# Електрически далекопровод
Електропроводна линия или само електропровод, също електрически далекопровод, е компонент на електроснабдителната мрежа. Представлява силова въздушна линия (ВЛ) или кабелна линия, която е извод от електрическа централа или подстанция и е предназначен за пренос на електрическа енергия. Електрическата енергия по електропровода се пренася по проводници най-често на открито, прикрепени с помощта на изолатори и арматура към стълбове или подземни кабелни канали.
Електропроводите за пренос реално не са свързани директно с генератора в електроцентралата, тъй като неговото напрежение е прекалено ниско за пренос на енергия на големи разстояния. Затова се използват силови трансформатори в двата края на електропровода. Единият трансформатор е повишаващ, а другия понижаващ и конструктивно са идентични.
Заслугата за съвременния начин на пренос на енергия с променлив ток се дължи на Никола Тесла. Преди това Томас Едисън е използвал постоянен ток.

## Въздушни електропроводи
Въздушните електропроводни линии се класифицират по следните основни показатели: вид на тока, номинално напрежение и предназначение.

### Вид на тока
В зависимост от вида на тока те са за променлив ток и за постоянен ток. В България въздушните електропреносни линии са за променлив ток с честота 50 Hz. В страните с по-голяма територия и по-развита електроенергийна система като САЩ, Канада и части от Русия използват променлив ток с честота 60 Hz. Пренасянето на електрическата енергия на големи разстояния по-масово се извършва посредством променлив, а не за постоянен ток, поради факта че променливият ток лесно се преобразува чрез стандартен трансформатор до получаване на повишено напрежение, съответно малък ток и по-малки загуби на електроенергия в проводниците, които са с по-малко сечение, по-леки и по-евтини. Подмяната на единичен проводник при въздушен електропровод също е по-евтина от подмяната на силов кабел.
В последните десетилетия за пренос на големи мощности на много големи разстояния се предпочита и постоянният ток с високо напрежение. В краищата на такъв електропровод се строят специални преобразувателни станции на базата на силови полупроводници. Разходите за тях се компенсират от значително по-малките вложения за проводници и по-малките загуби от взаимна индуктивност и капацитет в сравнение с променливия ток с високо напрежение. Загубите на електроенергия в преносната мрежа са основно под форма на отделяне на топлина и се изчисляват по формулата Q=I^2*R. Друга част от загубите са вследствие на коронен разряд, който води до загуба на активна енергия.

### Номинално напрежение
Според номиналното напрежение електрическите мрежи се разделят на:
- мрежи за ниско напрежение (НН) – до 1 kV (1000 V)
- за средно напрежение (СН) – от 1 до 35 kV включително
- за високо напрежение (ВН) – от 110 до 400 kV
- за свръхвисоко напрежение (СВН) – от 400 до 900 kV и
- Далекопровод за постоянен ток. Горният проводник е мълниезащитен.за ултрависоко напрежение (УВН) – над 900 kV.

### Предназначение
Според предназначението си въздушните линии са преносни и разпределителни.
Преносните въздушни линии в България са за номинални напрежения 110, 220 и 400 kV. Според правилниците това са електропроводи за ВН.
Електропроводите до 20 kV са разпределителни за средно напрежение.
Основните елементи на въздушните линии са: проводници (голи или изолирани), стълбове, фундаменти, изолатори, мълниезащитни въжета.

## Използвани проводници
В миналото за всички електропроводи са ползвани основно медни проводници, които са били тежки и скъпи. Размерите на медните проводници са избирани основно на базата на механични показатели поради непропорционално високата проводимост на медта, отнесена към механичната ѝ якост. От 1895 г. употребата на алуминиеви проводници е нарастнала и алуминият е предпочитан за проектиране на дълги въздушни линии. Днес за въздушни електропроводи се използват основно проводници от усукани алуминиеви и стоманени нишки, известни като тип АС.
За изграждането на електропроводи в гъсто населени места се използват и различни видове силови кабели.

## Електропроводите в България
За мрежата с високо напрежение в България отговаря ЕСО (електроенергийният системен оператор), а за мрежата със средно напрежение – ЕРП (електроразпределителните предприятия). Вече почти всички основни електропроводи в страната са обновени със съвременна комутационна и защитна апаратура.